# El Campillo (Valladolid)
El Campillo és un municipi de la província de Valladolid a la comunitat autònoma espanyola de Castella i Lleó. El 2023 tenia 202 habitants.